# 昭聖王
昭聖王或昭成王（？—800年）；姓金名俊邕，是新罗第三十九代君主，元聖王孫，惠忠太子仁謙之子，母聖穆王后金氏。在位二年，太子淸明即位为哀庄王，叔父金彦昇攝政。

## 后妃
- 妃桂花夫人金氏——大阿飡金淑明女